# Wilfrido Massieu
Wilfrido Massieu Pérez (México, D. F.; 27 de diciembre de 1878 — Acapulco, Guerrero; 26 de marzo de 1944) fue un ingeniero militar mexicano, director del Instituto Politécnico Nacional (IPN) entre 1940 y 1942.
Egresado del Heroico Colegio Militar de Chapultepec (Escuela Militar de Ingenieros) en 1903 . En 1908 es enviado a Veracruz para ocuparse de las obras de modernización del puerto. De noviembre de 1910 a abril de 1911, se le nombró comandante de la Compañía Pontoneros. En 1913, fue ascendido a mayor. Desde 1912, se le designa jefe del Detalle del Parque de Ingenieros. Como revolucionario, participó en las filas maderistas, tocándole rechazar al batallón de seguridad, lo que le valió su ascenso a teniente coronel. En el régimen huertista, se le reconocen los grados, y combate contra las fuerzas de Pablo González, siendo jefe de armas en Saltillo. En 1920, fue nombrado director de la Escuela Industrial Militar de San Luis Potosí.. En 1921, logró que el presidente de la República, general Álvaro Obregón cediera el antiguo Casco de la Hacienda de Santo Tomás, para instalar la Escuela Técnica para Ferrocarrileros, y aunque quedó como proyecto en el año de 1924 sirvió de antecedente para crear el Instituto Técnico Industrial (ITI).
 Así mismo Wilfrido Massieu fue el director del ITI de 1923 a 1936. Fue director general del Instituto Politécnico Nacional de 1940 a 1942. Muere de un paro cardíaco el 26 de marzo de 1944 en Acapulco, Guerrero.
Como homenaje póstumo, el Instituto Politécnico Nacional nombra a uno de sus centros de bachillerato como Centro de Estudios Científicos y Tecnológicos n.º 11 "Wilfrido Massieu". Fue padre de Guillermo Massieu Helguera.